# Triposo
Triposo è un sito di viaggi social creato dai fratelli olandesi Richard Osinga e Douwe Osinga, ex dipendenti di Google, con l'aiuto di Jon Tirsen.

## Storia
Triposo ricevette finanziamenti per 3,5 milioni di dollari, durante la fase di sviluppo. La seconda versione di Triposo, rilasciata ad agosto del 2012, integrava un software di localizzazione, che consentiva all'app di fornire suggerimenti agli utilizzatori in base all'ora, alle condizioni meteorologiche, agli eventi di Facebook  e altre variabili. Secondo quanto riferito dalla casa madre, la versione 3.1 dell'app avrebbe superato i 10 milioni di download.
L'app, disponibile per i sistemi operativi iOS e Android, funziona senza connessione Internet, una volta che l'utente ha impostato la destinazione finale prescelta.
Nel 2017, Triposo fu acquisita dalla start-up italiana Musement.